# Zygmunt Bohusz-Szyszko
Zygmunt Piotr Bohusz-Szyszko (Chełm, 1893. január 19. – London, 1982. június 20.) lengyel tábornok.

## Tanulmányai és az első világháború
Tanulmányait Moszkvában folytatta, előbb tizenhét éves korától a Szépművészeti Iskolában, majd egy évvel később az Alexandrov tisztiiskolában. Az első világháború kitörését követően behívták az orosz hadseregbe, amelynek tagjaként 1915-ben osztrák hadifogságba került.
1916 novemberében belépett a II. lengyel légiós dandárba. Később Magyarországra internálták, ahonnan csak a háború befejezése után tért vissza Lengyelországba. Az 1920-as lengyel–szovjet háborúban a litván–belorusz 2. gyalogoshadosztály 2. kovnói lövészezredét irányította.

## A két világháború között
1921–1923 között a Hadtudományi Főiskola hallgatója volt, később a Hadi Tanács Irodájában és a Fegyveres Erők Főfelügyelőségén dolgozott. 1934. február – 1938. augusztus között a Határvidék Védelmi Hadtest parancsnokhelyettese volt. Ezt követően az 1. légiós gyalogoshadosztályt, majd a 16. gyalogoshadosztályt vezette.

## A második világháború
A második világháború kitörésekor az 1939-es szeptemberi hadjáratban a 16. gyalogoshadosztályt vezette. A lengyel vereséget követően Magyarországon keresztül Franciaországba ment. 1940 januárjában Sikorski tábornok kinevezte az újonnan szervezett tátraalji önálló lövészdandár parancsnokává. 1940. április 19-én dandártábornoki rangot kapott.
A tátraalji önálló lövészdandár a szövetséges expedíciós hadtest részeként Norvégiában részt a Narwikért folyó harcokban, majd 1940. május 29-én Nagy-Britanniába evakuálták. Sikorski tábornok utasítására a dandár visszatért a kritikus helyzetű francia frontra, ahol azonban feloszlatták.
Miután Bohusz-Szyszko visszajutott Nagy-Britanniába az I. lengyel hadtest kiképző táborának parancsnoka lett. A Sikorski–Majski egyezmény aláírását követően a Szovjetunióba utazott, és az ottani lengyel katonai misszió élére állt. 1941. augusztus 14-én a főparancsnokság nevében ő írta alá a lengyel–szovjet katonai egyezményt.
1941. december – 1942. március között a szovjetunióbeli lengyel hadsereg 7. gyalogoshadosztályát irányította, majd e hadsereg törzsét vezette. Miután a lengyel hadsereget 1942 augusztusában a Közel-Keletre evakuálták, 1942. október – 1943. június között az 5. gyalogoshadosztály parancsnoka volt. 1943 júniusában kinevezték a 2. hadtest parancsnokhelyettesévé, valamint a harcbalépést követően törzsparancsnokká. Elsődleges feladata az egységek oktatása volt – ebben a minőségében vett részt az olasz hadjáratban is. 1944 márciusában a 2. hadtest megbízott parancsnokaként vezette a Bolognáért vívott harcokat. 1945. június 1-jén hadosztálytábornokká léptették elő.

## Későbbi élete
Leszerelését követően Nagy-Britanniában élt, ahol különböző feladatokat látott el az emigrációs lengyel szerveknél. 1965–1967 között a külföldi Lengyel Írók Szövetségének volt az elnöke. 1967 márciusától a Lengyel Fegyveres Erők Főfelügyelője.
Az emigrációs sajtóban számos cikket közölt, emlékiratait két kötetben jelentette meg. Londonban halt meg 1982. június 20-án, és a varsói Powązki temetőben temették el.